# De analogia
De analogia (Titolo completo: De analogia libri II ad M. Tullium Ciceronem) è il titolo di un'opera in due volumi, dedicata a Cicerone, in cui Giulio Cesare si occupava di questioni linguistiche. Solo un piccolo numero di frammenti è oggi conservato. Svetonio racconta che Cesare scrisse il De analogia mentre, insieme al suo esercito, attraversava le Alpi.

## Contenuti
Analogia significa aderenza alle regole grammaticali tradizionali e il rifiuto che esse si adeguino ai cambiamenti intervenuti nella lingua parlata. Dopo la composizione dei Commentarii de bello Gallico Cesare si sentì in un certo senso obbligato a dirimere alcune questioni linguistiche in riferimento alla sua opera, scrivendo che "la scelta delle parole è alla base dell'eloquenza." Cicerone stesso ricorda che il De Analogia di Cesare era stato scritto con la massima accuratezza.

### Esempi
- harena dovrebbe essere usato solo al singolare (infatti al singolare significa: "spiaggia", mentre al plurale: "granelli di sabbia")
- quadrigae ("carrozza trainata da quattro cavalli") dovrebbe essere usato solo al plurale
- la variante Calypsonem dovrebbe essere preferita alla declinazione del termine greco latinizzato Calipso[5]
- turbonem dovrebbe essere preferito a turbinem, perché turbo significa  "tempesta"[6][senza fonte]

Nell'antico dizionario latino De verborum significatu di Sesto Pompeo Festo, che era una nuova edizione dell'omonima opera di Verrio Flacco, Festo cita un frammento del De analogia nell'ambito di una discussione sulle consonanti doppie. Cesare limita l'antico alfabeto latino a undici lettere. Un raffronto con l'analogo frammento di Marco Terenzio Varrone mostra comunque che Cesare vuole qui indicare soltanto le  antiche consonanti.